# Универзитет Горњи Нил
Универзитет Горњи Нил (енгл. Upper Nile University) је високошколска установа са седиштем у северном делу Малакала у Јужном Судану. Основан је 1991. године и један је од три универзитета у држави. Име је добио по вилајету Горњи Нил у коме се налази.
Ректор универзитета је проф. др Акој Дуал Акој.

## Факултетети
Универзитет Горњи Нил састоји се од седам факултета:
- Факултет за животињску производњу
- Факултет шумарства и сродних наука
- Факултет за хумани развој
- Учитељски факултет
- Ветеринарски факултет
- Пољопривредни факултет
- Медицински факултет